# 约翰尼·道格拉斯
约翰尼·道格拉斯（英語：Johnny Douglas，1882年9月3日—1930年12月19日），英国男子拳击、板球运动员。他曾代表英国参加1908年夏季奥林匹克运动会拳击比赛，获得男子71.7公斤级金牌。